# Matthias Keller (Volleyballspieler)
Matthias Keller (* 1963 in Wuppertal) ist ein deutscher Volleyballnationalspieler.

## Karriere
Keller spielte in seiner Jugend bei der heimischen TG Rote Erde Schwelm und später beim SV Bayer Wuppertal. 1982 wechselte er zum Bundesligisten TSV Bayer 04 Leverkusen. Im selben Jahr wurde der abwehrstarke Universalspieler mit der deutschen Junioren-Nationalmannschaft in München Vize-Europameister und hatte auch seine ersten Einsätze in der A-Nationalmannschaft. Von 1986 bis 1992 spielte Keller beim Bundesligisten VdS Berlin, dem späteren SCC Berlin.
Keller ist seit den 2000er Jahren Trainer beim USC Braunschweig, bei dem auch seine Töchter Anna und Luisa mit dem Volleyball begannen.

## Berufliches
Keller studierte Konstruktionstechnik an der Technischen Universität Berlin und arbeitet seit 1996 in verschiedenen Funktionen im oberen Management bei der Volkswagen AG in Wolfsburg.